# Шеффилд, Реджинальд, 8-й баронет
Сэр Реджинальд Адриан Беркли Шеффилд, 8-й баронет Великобритании (англ. Reginald Adrian Berkeley Sheffield, 8th Baronet; род. 9 мая 1946, Лондон) — британский баронет и отец Саманты Кэмерон, жены бывшего премьер-министра Великобритании и министра иностранных дел Дэвида Кэмерона.

## Биография
Реджинальд Шеффилд родился 9 мая 1946 года в семье Эдмунда Шеффилда и Нэнси Сомс.
Получил образование в Итонском колледже. После смерти своего дяди Роберта Шеффилда, 7-го баронета Шеффилда, унаследовал его титул.
С 1985 по 1993 год был членом совета графства Хамберсайд от Консервативной партии. Он является владельцем Саттон-парка в Йоркшире и директором Normanby Estate Company Ltd.
Он является членом клубов «White’s», «Pratt’s» и «Beefsteak Club».
В 2011 году Daily Telegraph сообщила, что Шеффилд получал около 350 000 фунтов стерлингов в год от восьми ветряных турбин в своем поместье Норманби-Холл

## Семья
В 1969 году он женился на Аннабель Люси Веронике Джонс, от которой у него родились две дочери: Саманта и Эмили. Саманта является супругой Дэвида Кэмерона, бывшего премьер-министра Великобритании и министра иностранных дел.
В 1977 году он женился во второй раз на Виктории Пенелопе Уокер, от которой у него трое детей (2 дочери и сын).